# Ponętów Górny Drugi
Ponętów Górny Drugi est une localité polonaise de la gmina rurale d'Olszówka, située dans le powiat de Koło en voïvodie de Grande-Pologne. Elle se situe à environ 14 kilomètres à l'est de la ville de Koło et 133 kilomètres à l'est de Poznań, la capitale régionale. 